# Cayo Sencio Saturnino (cónsul 4)
Cayo o Gayo Sencio Saturnino  fue un político romano de época augústea perteneciente a la gens Sencia.

## Familia
Sencio fue miembro de los Sencios Saturninos, una familia de la gens Sencia. Fue hijo del consular Cayo Sencio Saturnino y hermano de Cneo Sencio Saturnino y Lucio Sencio Saturnino.

## Carrera política
Su carrera política se desarrolló con los emperadores Augusto y Tiberio. Por mediación de su padre, fue legado en Siria entre el año 10 a. C. y el 7 a. C.
En el año 4 ostentó el cargo de cónsul ordinario junto con Sexto Elio Cato. Durante su mandato se publicó la lex Aelia Sentia sobre la manumisión de esclavos. Dejó el cargo el 30 de junio a su hermano, Cneo Sencio Saturnino, que ejerció el cargo en calidad de suffectus.